# Erebia teriola
Erebia teriola är en fjärilsart som beskrevs av Karl Schawerda 1924. Erebia teriola ingår i släktet Erebia och familjen praktfjärilar. Inga underarter finns listade i Catalogue of Life.